# ...Le canzoni intelligenti
...Le canzoni intelligenti è il sesto album (quinto in studio) del duo Cochi e Renato, pubblicato nel 2000. Si tratta di una raccolta che comprende alcuni brani inediti, brani già pubblicati nella versione originale e altri riregistrati in una nuova versione.

## Descrizione
L'album è il primo pubblicato dopo la reunion di Cochi e Renato avvenuta a fine anni novanta e seguito alla serie televisiva Nebbia in Valpadana, a cui i due hanno preso parte in qualità di attori cantandone anche la sigla, Nebbia in Valpadana, brano inedito contenuto in questo disco composto dagli stessi Cochi Ponzoni e Renato Pozzetto assieme a Enzo Jannacci.
Il supporto raccoglie così un totale di 19 tracce di cui alcune inedite, alcune riregistrate e alcune in versione originale. Oltre a Nebbia in Valpadana sono inediti anche i brani Cesarini (composta da Jannacci, Ponzoni e Pozzetto assieme a Ricky Gianco) e L'ombrellaio (brano tradizionale). Sono nuove versioni riregistrate per l'occasione i brani La cosa, La moto, A me mi piace il mare, Come porti i capelli bella bionda, Silvano, Libe-libe-là, L'inquilino e Il reduce. Sono invece presenti nella versione originale, pubblicata nei dischi stampati su etichetta Derby e CGD tra il 1973 e il 1978, i brani E, la vita la vita, La gallina, El porompompero, Cos'è la vita, Canzone intelligente, Il piantatore di pellame, Gli indiani, Lo sputtanamento.
Il disco è stato pubblicato nel 2000 in due edizioni, in formato CD e musicassetta, dalle etichette discografiche CGD EastWest - Radio Italia, e distribuito in allegato al settimanale TV Sorrisi e Canzoni.

## Tracce
1. Nebbia in Valpadana – 3:22 (Enzo Jannacci, Cochi Ponzoni, Renato Pozzetto)
2. E, la vita la vita – 3:30 (Enzo Jannacci, Cochi Ponzoni, Renato Pozzetto)
3. Come porti i capelli bella bionda – 2:23 (Enzo Jannacci, Cochi Ponzoni, Renato Pozzetto)
4. La gallina – 3:31 (Enzo Jannacci, Cochi Ponzoni, Renato Pozzetto)
5. A me mi piace il mare – 4:40 (Enzo Jannacci, Cochi Ponzoni, Renato Pozzetto)
6. El porompompero – 3:18 (José Antonio Ochaíta, Juan Solano, Xandro Valerio)
7. Cos'è la vita – 4:00 (Enzo Jannacci, Massimo Boldi)
8. Canzone intelligente – 2:45 (Enzo Jannacci, Cochi Ponzoni, Renato Pozzetto)
9. Il reduce – 6:18 (Enzo Jannacci, Renato Pozzetto)
10. Libe-libe-là – 4:11 (Enzo Jannacci, Cochi Ponzoni, Renato Pozzetto)
11. La cosa – 2:57 (Cristiano Carrè, Giorgio Calabrese)
12. L'inquilino – 4:29 (Enzo Jannacci, Cochi Ponzoni, Renato Pozzetto)
13. Il piantatore di pellame – 2:08 (Enzo Jannacci, Cochi Ponzoni, Renato Pozzetto)
14. Gli indiani – 2:12 (Enzo Jannacci)
15. Silvano – 3:41 (Enzo Jannacci, Cochi Ponzoni, Renato Pozzetto)
16. Lo sputtanamento – 4:22 (Enzo Jannacci, Cochi Ponzoni, Renato Pozzetto)
17. La moto – 3:27 (Dario Fo, Enzo Jannacci)
18. Cesarini – 3:00 (Enzo Jannacci, Cochi Ponzoni, Renato Pozzetto, Ricky Gianco)
19. L'ombrellaio – 1:45 (Tradizionale)

Durata totale: 65:59

## Crediti
- Cochi Ponzoni - voce
- Renato Pozzetto - voce
- Paolo Jannacci - pianoforte, programmazione, organo Hammond
- Davide Ragazzoni - batteria, percussioni
- Marco Ricci - basso
- Giorgio Cocilovo - chitarra
- Giovanni Chirchirillo - musicista (non specificato), programmazione computer
- Fausto Beccalossi - musicista (non specificato)
- David Pieralisi - musicista (non specificato)
- Maurizio Camardi - musicista (non specificato)
- Maurizio Scomparin - musicista (non specificato)
- Toni Costantini - musicista (non specificato)
- Guido Bombardieri - musicista (non specificato)
- Giorgio Secco - musicista (non specificato)
- Paolo Santoli - produzione esecutiva
- Ricky Gianco - produzione esecutiva
- Mario Neri - produzione esecutiva
- Marco D'Agostino - fonico
- Claudio Giussani - masterizzazione

## Edizioni
- 2000 - ...Le canzoni intelligenti (CGD EastWest - Radio Italia, 8573-80570-2, CD)
- 2000 - ...Le canzoni intelligenti (CGD EastWest - Radio Italia, 8573-80570-4, MC)